# Freetown (Massachusetts)
Pour les articles homonymes, voir Freetown (homonymie).
Freetown est une ville du Massachusetts, aux États-Unis.   Elle est située dans le comté de Bristol. Lors du recensement de 2010, sa population était 8 870 personnes.
La ville a deux villages:  Assonet et East Freetown